# Hemantabada
Hemantabada (nepalski: हेमन्तवाडा) – gaun wikas samiti w zachodniej części Nepalu w strefie Seti w dystrykcie Bajhang. Według nepalskiego spisu powszechnego z 2011 roku liczył on 549 gospodarstw domowych i 3339 mieszkańców (1807 kobiet i 1532 mężczyzn).